# Nyíregyháza Spartacus FC
A Nyíregyháza Spartacus FC egy nyíregyházi labdarúgócsapat, mely 1928-ban alakult. A klub fennállása során 13 szezont töltött eddig a Magyar labdarúgó-bajnokság első osztályában. A csapat az új Városi Stadionban játssza hazai mérkőzéseit. A klub hivatalos színe a piros és a kék, de tradicionális okok miatt gyakran megjelenik a fehér is.

## Története

### Kezdetek és az aranykorszak
A gárda 1928-ban alakult meg. Nyíregyházán a kezdetektől fogva több futballcsapat létezett. 1959-ben a Spartacus és az Építők fúziójaként alakult újjá az egyesület, Nyíregyházi Spartacus néven.
A hatvanas évek elején a Szpari megnyerte a bajnokságot, és feljutott az NB II-be, ami ma a harmadosztályt jelenti. Néhány év múlva NB I/B-ben szerepelt a gárda, a mai másodosztályban. A teljesség igénye nélkül nézzük, kik szerepeltek a hatvanas években a Szpari színeiben:
Bakos védett, később Pilcsuk lett a hálóőr, Kovacsics, Páll Cini, Papp Szuszka, Szokol, Kaskötő, Ignéczi, Nagy, Harcsa, Groholy, Csemiczky.
Őket nyugodtan nevezhetjük a hatvanas évek aranycsapatának. Sajnos, a gárda 1968-ban kiesett az NB I/B-ből. 1973-ban a Spartacus egyesült a Nyíregyházi Petőfivel, 1977-ben pedig a Nyíregyházi Spartacus Petőfi és az NYVSC egyesüléséből létrejött a Nyíregyházi Vasutas Spartacus SC. Az újabb aranyfejezet a város fociéletében a nyolcvanas évektől kezdődött el. Temesvári Miklóst nevezték ki edzőnek.

### Először az élvonalban
Az 1979/80-as bajnokságtól mindenki azt várta, hogy a nyíregyházi labdarúgás történetében először feljut az első osztályba. Ez be is jött, mert a Szpari 10 pontos előnnyel nyerte a bajnokságot. Nem árt újra felidézni a pályára lépő hazai csapatot:
Buús, Szekrényes, Gáspár, Szűcs, Cséke, Kozma, Moldván, Czeczeli, Polyák, Turtóczki, Kiss M.
Az első NB I-es meccsen a Szpari a DVTK-t fogadta. Kozma József az 50. percben szerezte a sporttörténelmi gólt, majd Cséke György bombájával a hazaiak nyertek 2–0-ra. Ekkor 20 ezer szurkoló látogatott ki a stadionba, ennél 5 ezerrel voltak többen, amikor a Fradi vendégszerepelt nálunk. A bravúr ugyan nem sikerült, hiszen a zöldek nyertek, de keservesen. Az őszt az NYVSSC az ötödik helyen zárta. Ekkor már a Szolnokról igazolt és ott eltiltás alatt lévő Szendrei védte a kapunkat. Ő egy külön fejezet lett a nyíregyházi labdarúgás életében, hiszen Csámpi nagyszerűen védett, később az Újpesti Dózsa hatalmi szóval, külön helikopterrel vitte el. Később Spanyolországban védett.
A bajnokságban a Szpari az Újpesti Dózsát és a Vasast idegenben győzte le, s végül az előkelő 7. helyen végzett, úgy, hogy vendéglátóként csak a Fraditól kapott ki. Az ünneplés sokáig és hosszan tartott, s eközben nemcsak Szendreit, hanem Temesvárit is elvitte az Újpesti Dózsa. A következő első osztályú idényben Papp (Cila) László ült a csapat kispadján, s a gárda 28 ponttal a 15. helyen végzett. Osztályozót kellett játszani. Nagykanizsát idehaza 3–1-re legyőzte a Szpari, idegenben pedig 4–1-re, így az NYVSSC maradt az első osztályban. Akkorra már megmentőként Várhidi Pál, az Újpesti Dózsa volt edzője ült a kispadon, s dirigálta azt a csapatot, amely érdekességként Líbiában a válogatottal kétszer is megmérkőzött. Egy győzelem és egy döntetlen volt a vendégek mérlege, Tripoliban a három nyírségi találatot a gólvágó Kiss Miklós, a ballábas bombázó Czeczeli, valamint Babus lőtte. A harmadik első osztályú idényben újabb edzőváltás következett, dr. Magyar Györgyöt nevezték ki trénernek, aki a 10. helyre vezette a csapatot.
Következett az a szezon, amelyről még manapság is nagyon sokat beszélnek, az 1983-84-es bajnokság. Ebben a szezonban mindössze egy meccsre Eszenyi Dénes vezette a csapatot, majd Kovács Imréé volt az irányítás. A záró fordulóban több meglepő eredmény született, amit végül az MLSZ megsemmisített. Az MLSZ döntése alapján a Honvéd megmaradt bajnoknak, viszont a Volán, a Nyíregyháza és a DVTK kiesett az NB II-be.

### A másodosztályban
A másodosztály 4 pontos pontlevonással Dalnoki Jenő vezetésével kezdte a gárda, majd érkezett Ubrankovics Mihály vezetőedzőnek, egy évre rá már Tóth János ült a kispadon, őt Buús György követte. A csapat többnyire az 5-11. hely valamelyikén tanyázott. Sándor Istvánnal, az Ukrajnából érkezett trénerrel a csapat az 1991-92-es szezonban a dobogó második fokán állt és osztályozót játszhatott a Haladás VSE-vel.
Akkorra már a Hajdúnánás elleni hazai 2:1-e vereség után azonnali hatállyal menesztették Sándort, s az osztályozón már Kovács János ült a kispadon. A Nyíregyháza az első meccsen Csehi Tibor góljával nyert, a visszavágón győzött a Haladás. A tizenegyeseket Csehi T., Kertész, Erdei, Csehi I. és Malisenkó berúgta, a Haladásból viszont Schaffer hibázott, így újra NB I-es lett a gárda.

### 15 év után az élvonalban
Az akkori keret: Andrejev, Bíró Sz. – Burchel, Barna, Barczi, Cselószki, a három Csehi (Tibor, István és Zoltán), Derkács, Drobni, Erdei, Ivanics, Kertész, Kovács I., Kákóczki, Kaskinszki, Molnár, Malisenkó, Marhel, Nagy N., Pacaj, Papp, Sedecaru, Szatke, Szkunc, Tóth Gy., Tóth Z., Vasi.
Érdekesség, hogy Kovácsot a 15. forduló után Burcsa Győző követte, de a csapat így is a 15. helyen végzett, s kiesett.

### Másodosztály, edzőkeringéssel
A következő évadban Burcsa töltött el fél szezont, őt a záró 15 fordulóban Buús György váltotta fel. A csapat 8. lett, a következő idényben már Tóth Jánossal a 6. helyen kötött ki. Az edzőkeringő nem állt le, hiszen 1996 tavaszán már ismét Kovács János a vezetőedző.

### Aranykortól a kiesésig
A második aranykorra, vagyis az első osztályú szakaszra 1998-ig kellett várni. Talán a sors akarta így, vagy a véletlen műve, de pont a minőségi nyíregyházi labdarúgás 70. évfordulóján jutott a Nyíregyházi FC ismét az NB I-be. Kulimár János klubelnök Bozai Gyulát nevezte ki trénernek. Tíz napig tartott a Bozai-korszak, ideiglenesen még beszállt Kovács János, a végső kinevezést viszont Őze Tibor kapta. Idehozták Kirchmayert, majd a feljutás után Baranyit, Novákot, Gradinariut, Celeszkit, Nagyot és Szabót, megalakítottak egy szponzori kört, amely jelentős összeggel támogatta a csapatot. Kulimár lemondott, helyére Kosztik József, a stadion volt igazgatója került. A pénztelenség miatt többször is sztrájkhangulat volt az öltözőben, végül Kosztik lemondott, Kárpátfalvi László ügyvezető igazgatóként, Zákány László klubelnökként debütált.
Közben az 1998-99-es bajnokságot a 13. helyen zárta a csapat, amely legtöbbször az alábbi összeállításban szerepelt:
Celeszki – Ács, Szatke, Nagy S., Kiss Gy. – Kondora, Szabó, Kirchmayer, Karkusz – Baranyi, Novák.
A házi góllövőlistát Kirchmayer nyerte 9 góllal. A következő szezonban még jobban szerepelt a gárda, hiszen a 9. helyen végzett. A csapatba beépült Túróczi, Kondora, Dican és Csernijenko. Utóbbi lett a házi gólkirály. A 2000-es év őszi alapszakaszában a Szpari három győzelmet és 11 vereséget szenvedett. Időközben a klubvezetés már megegyezett Garamvölgyi Lajossal, de mégis Őze maradt a kispadon, aki bízott a bentmaradásban, de hiába, a kiesés elkerülhetetlen volt.

### Cél a visszajutás
2000. november 6-án a nyíregyházi közgyűlés Dajka Lászlót bízta meg a Nyírség-Spartacus Labdarúgó Kft. Irányításával, aki végül is Garamvölgyivel kötött szerződést. A csapat a bajnoki szezon zárásakor az NB I/B-ben a harmadik helyet érte el. Nyáron újabb váltás következett, ismét visszahozták az egykori sikeredzőt, Sándor Istvánt, aki mindössze egy fél szezont töltött el Nyíregyházán. Egy meccsre még "beugrott" Kis Károly, akivel a gárda a 7. helyen végzett. A 2002/2003-as szezonban egyértelműen a feljutás volt a cél, ami nem sikerült. Kiss Károlyt a záró fordulók előtt, amikor már csak matematikailag volt esély a feljutásra, Buús György váltotta a kispadon.
A szezon során Nyíregyháza másik labdarúgócsapata, a Kertvárosi FC kiharcolta a feljutást a harmadosztályból a másodosztályba. Hogy ne legyen két másodosztályú csapat egy városban, az önkormányzat hivatalosan felszámolta a Nyírség-Spartacus Labdarúgó Kft.-t, azonban a Kertváros jogutódjaként létrejött a Nyíregyháza Spartacus FC, piros-kék színekkel, a Városi Stadionbeli székhellyel. Így gyakorlatilag a Szpari maradt meg, új tulajdonosi háttérrel. A hagyományok ápolását fejezte ki a Szpari Lovagrend létrehozása. A játékoskeretben egyaránt voltak egykori kertvárosiak, régi Spartacus-játékosok, valamint újonnan igazoltak.

### Az élvonalban
A következő feljutásig 4 évet kellett várni, 2004-ben ötödikként, adminisztratív úton került az NB I-be. A csapat edzője Herédi Attila volt, de mellette Várhidi Péter későbbi szövetségi kapitány volt a menedzser. A 2004/2005-ös bajnokságban ősszel rosszul szerepelt a Szpari, félévkor nagytakarítást tartottak a klubnál. 14 labdarúgó távozott télen, s helyükre 10 új focistát szerződtettek a Sóstói útra. Edzőt is váltott a klub, a korábbi újpesti tréner Szabó András váltotta Herédit, akinek segítője Détári Lajos és a korábbi edző, Kovács lett, míg kapusedzőnek Buús Györgyöt nevezték ki, aki korábban a másodosztályban szintén vezette már a csapatot. A jónevű stáb és a sok új játékos sem volt elég arra, hogy bennmaradjanak. A következő szezont az NB II-ben töltötte a gárda ez egykori játékos Madalina György vezetésével, majd 2006-ban érkezett Gálhidi György. A csapat kerete igen erős lett, messze kimagaslott a keleti csoportból. Az MLSZ döntés nyomán azonban egy óriási riválist kapott, a másodosztályba sorolt, válogatottak sorát felvonultató Ferencvárosnak is innen kellett volna feljutnia. A csapat óriási bravúrt végrehajtva, megelőzte nagy múltú riválisát, s megnyerte a bajnokságot. Ezután azonban váratlan dolgok történtek. A sikeredzőt kirúgták, helyére Tajti Józsefet nevezték ki. A klubnál az új tulajdonos, Révész Attila lett a menedzser. Gálhidi eltávolítása a sajtóban és a szurkolók körében is közfelháborodást okozott. A 2007/2008-as szezonnak a biztos bennmaradás reményében vágtak neki, és ez sikerült is: 40 pontot szerezve 10. helyen végzett a csapat, a kieső Tatabányát 30 ponttal megelőzve. A távlati célok között szerepel egy NB I-es bajnokesélyes csapat kialakítása, amely felé az első lépés az Dinamo Kijiv csapatával kötött együttműködési szerződés.

### Kizárás, visszakapaszkodás
Miután a csapatot a 2014-15-ös szezon végén licenc hiányában az NB III-ba száműzték, Mátyus János vezetésével egy év után visszajutottak az NB II-be, a Keleti csoport bajnokaként. Ettől a szezontól 2024-ig állandó tagja volt az NB2-nek, ugyanis nem sikerült feljutniuk annak ellenére, hogy több híres vezetőedző is megfordult a klubnál. A csapat 2024-ben jutott vissza az első osztályba.

## Névváltozások
- 1928 – 1944 Nyíregyházi Vasutas Sport Club (NYVSC)
- 1945 – 1946 Nyíregyházi MÁV Egyetértés
- 1946 – 1948 Nyíregyházi MÁV SE
- 1948 – 1949 Nyíregyházi VSE
- 1950 – 1954 Nyíregyházi Lokomotív
- 1955 – 1956 Nyíregyházi Törekvés
- 1957 – 1977 Nyíregyházi Vasutas Sport Club (NYVSC)
- 1977 – 1990 Nyíregyházi Vasutas Spartacus SC (NYVSSC)
- 1990 – 1992 Nyíregyházi Vasutas Sport Club (NYVSC)
- 1992 – 1998 Nyíregyházi FC (NYFC)
- 1998 – 2003 Nyírség-Spartacus FC (NYSL – a Nyírség-Spartacus Labdarúgó Kft. rövidítése)
- 2003 – jelenleg Nyíregyháza Spartacus FC (NYSFC)

### Fúziók
- 1977 Nyíregyházi Spartacus Petőfi SC és a Nyíregyházi Vasutas SC egyesült Nyíregyházi Vasutas Spartacus SC néven.
- 2003 A Nyírség-Spartacus Labdarúgó Kft. felszámolása után a Kertvárosi FC jogutódaként létrejött a Nyíregyháza Spartacus FC.

## Sikerek
- legjobb élvonalbeli helyezés: 7. (1980-81)
- legjobb kupaszereplés: elődöntő (2023-24)
- másodosztályú bajnok: 5-ször(1979–80 NB II Keleti csoport, 1997–98 NB I/B, 2006–2007 NB II Keleti csoport, 2013–14,2023-2024)
- harmadosztályú bajnok: 1-szer (2015-16 NB III Keleti csoport)
- megyei bajnok: 3-szor (1951, 1957-58, 1976-77)
- kerületi bajnok: 1-szer (1945 Debreceni kerület I. osztály Szabolcsi csoport)

### NB I. Eredmények
A Nyíregyháza Spartacus FC összes eddigi eredménye a Magyar labdarúgó első osztályában.
| Év         | M   | Gy  | D   | V   | Rg–Kg   | Gk   | P   | Eredmény      |
| ---------- | --- | --- | --- | --- | ------- | ---- | --- | ------------- |
| 2024-25    | 33  | 9   | 9   | 15  | 31-52   | -21  | 36  | 8.            |
| 2014–2015  | 30  | 8   | 6   | 16  | 33–49   | -16  | 30  | 12. (kizárva) |
| 2009–2010  | 30  | 6   | 9   | 15  | 41–60   | –19  | 27  | 15. (Kiesett) |
| 2008–2009  | 30  | 7   | 11  | 12  | 32–41   | –9   | 32  | 14.           |
| 2007–2008  | 30  | 11  | 7   | 12  | 34–37   | –3   | 40  | 10.           |
| 2004–2005  | 30  | 5   | 11  | 14  | 38–63   | –25  | 26  | 15. (Kiesett) |
| 2000–2001* | 14  | 3   | 0   | 11  | 10–24   | –14  | 9   | 8. (Kiesett)  |
| 1999–2000  | 32  | 12  | 8   | 12  | 32–42   | –10  | 44  | 9.            |
| 1998–1999  | 34  | 10  | 9   | 15  | 46–52   | –6   | 39  | 13.           |
| 1992–1993  | 30  | 3   | 12  | 15  | 17–39   | –22  | 18  | 15. (Kiesett) |
| 1983–1984  | 30  | 7   | 8   | 15  | 28–47   | –19  | 22  | 15. (Kiesett) |
| 1982–1983  | 30  | 9   | 8   | 13  | 29–37   | –8   | 26  | 10.           |
| 1981–1982  | 34  | 8   | 12  | 14  | 35–51   | –16  | 28  | 15.           |
| 1980–1981  | 34  | 11  | 16  | 7   | 30–25   | +5   | 38  | 7.            |
| Összesen   | 392 | 101 | 121 | 170 | 404–571 | -163 | 392 |               |

M: Mérkőzések száma, Gy: Győzelmek száma, D: Döntetlenek száma, V: Vereségek száma, Rg: Rúgott gólok száma, Kg: Kapott gólok száma, Gk: Gólkülönbség, P: Pontok száma.
* Az MLSZ a bajnoki rendszer menet közbeni átalakításáról döntött, két nyolcas csoportba osztotta a csapatokat, a két-két utolsó helyezett kiesett.

## Vezetőség és szakmai stáb
Utolsó módosítás: 2023. július 11. 
| Vezetőség          | Vezetőség           | Szakmai stáb     | Szakmai stáb    |
| ------------------ | ------------------- | ---------------- | --------------- |
| Elnök              | Révész Bálint       | Vezetőedző       |                 |
| Klubigazgató       | Dankó Gergő         | Asszisztensedző  | Szalai Tamás    |
| Sportigazgató      | Fekete Tivadar      | Videóelemző      | Ambrusz Árpád   |
| Projektmenedzser   | Kósa Árpád          | Erőnléti edző    | Darabos Balázs  |
| Klubjogász         | Dr. Sarkadi Zoltán  | Kapusedző        | Miski Zoltán    |
| Gazdasági vezető   | Fazekasné Vad Ágnes | Masszőr          | Tanyi Attila    |
| Pénzügyi vezető    | Molnár Vivien       | Technikai vezető | Murák László    |
| Marketing referens | Tóth Dalma          | Kluborvos        | Dr. Sánta János |
| Mérkőzésszervező   | Szmollár Tamás      | Szertáros        | Zajcz István    |
| Sajtófőnök         | Dankó László        |                  |                 |

## Jelenlegi keret
Utolsó módosítás: 2024. augusztus 6.
A vastaggal jelzett játékosok felnőtt válogatottsággal rendelkeznek.
A dőlttel jelzett játékosok kölcsönben szerepelnek a klubnál.
*Kooperációs szerződéssel szerepel a csapatnál.
| Mezszám                | Név                 | Nemzetiség          | Születési hely  | Születési idő (kor)            | Korábbi csapat                 | Érték (€) | Szerződés lejárta |
| Kapusok                | Kapusok             | Kapusok             | Kapusok         | Kapusok                        | Kapusok                        | Kapusok   | Kapusok           |
| ---------------------- | ------------------- | ------------------- | --------------- | ------------------------------ | ------------------------------ | --------- | ----------------- |
| 1                      | Bese Balázs         | magyar              | Budapest        | 1999. január 22. (26 éves)     | Szentlőrinc SE                 | 50 000    | 2025.06.30.       |
| 32                     | Tóth Balázs         | magyar              | Székesfehérvár  | 2004. április 29. (21 éves)    | Diósgyőri VTK                  | 200 000   | 2027.06.30.       |
| 95                     | Fejér Béla          | román · magyar      | Zabola          | 1995. május 11. (30 éves)      | ACS Sepsi OSK Sepsiszentgyörgy | 150 000   | 2025.06.30.       |
| Védők                  |                     |                     |                 |                                |                                |           |                   |
| 3                      | Ranko Jokić         | szerb · bosnyák     | Szabadka        | 1999. április 22. (26 éves)    | FK Borac Banja Luka            | 250 000   | 2026.06.30.       |
| 4                      | Alaxai Áron         | magyar              | Miskolc         | 2003. április 11. (22 éves)    | Puskás Akadémia FC II          | 259 000   | 2025.06.30.       |
| 13                     | Gengeliczki Gergő   | magyar              | Budapest        | 1993. június 8. (32 éves)      | Soroksár SC                    | 175 000   | 2025.06.30.       |
| 15                     | Temesvári Atilla    | magyar              | Budapest        | 2000. június 3. (25 éves)      | Paksi FC                       | 250 000   | 2027.06.30.       |
| 24                     | Keresztes Krisztián | magyar              | Szombathely     | 2000. január 4. (25 éves)      | FC DAC 1904                    | 250 000   | 2027.06.30.       |
| 25                     | Matheus Leoni       | brazil · olasz      | Porto Velho     | 1991. szeptember 20. (33 éves) | Kecskeméti TE                  | 250 000   | 2025.06.30.       |
| 33                     | Tamás Olivér        | magyar · ukrán      | Aknaszlatina    | 2001. április 14. (24 éves)    | Paksi FC                       | 175 000   | 2027.12.31        |
| 44                     | Baki Ákos           | magyar              | Zalaegerszeg    | 1994. augusztus 24. (30 éves)  | MTK Budapest FC II             | 200 000   | 2025.06.30.       |
| 77                     | Nagy Barnabás       | magyar              | Pécs            | 2000. szeptember 5. (24 éves)  | MTK Budapest FC                | 250 000   | 2026.06.30        |
| 88                     | Farkas Bendegúz     | magyar              | Budapest        | 2004. augusztus 5. (20 éves)   | Puskás Akadémia FC II          | 300 000   | 2025.06.30.       |
| Középpályások          |                     |                     |                 |                                |                                |           |                   |
| 6                      | Toma György         | ukrán · magyar      | Huszt           | 1996. április 27. (29 éves)    | Győri ETO FC                   | 209 000   | 2026.06.30.       |
| 8                      | Sigér Ákos          | magyar              | Hajdúböszörmény | 1995. július 8. (29 éves)      | Debreceni EAC                  | 400 000   | 2025.06.30.       |
| 12                     | Kovács Milán        | magyar              | Magyarország, ? | 1993. június 24. (31 éves)     | Gyirmót FC Győr                | 225 000   | 2027.06.30        |
| 16                     | Nika Kvekveskiri    | grúz                | Zugdidi         | 1992. május 29. (33 éves)      | KKS Lech Poznań                | 500 000   | 2025.06.30        |
| 19                     | Gresó Mátyás        | magyar              | Miskolc         | 1996. október 24. (28 éves)    | Eger SE                        | 175 000   | 2025.06.30.       |
| 22                     | Pataki Bence        | HUN                 | Nyíregyháza     | 2003. augusztus 22. (21 éves)  | Szentlőrinc SE                 | 100 000   | Nem publikus      |
| 28                     | Ognjen Radosevic    | szerb · magyar      | Szabadka        | 2003. augusztus 1. (21 éves)   | Újpest FC                      | 175 000   | 2025.06.30        |
| 29                     | Daróczi Zoltán      | HUN                 | Debrecen        | 2000. március 7. (25 éves)     | Szentlőrinc SE                 | -         | Nem publikus      |
| 49                     | Géresi Krisztián    | magyar              | Székesfehérvár  | 1994. június 14. (31 éves)     | Vasas FC                       | 350 000   | 2025.06.30.       |
| Támadók                |                     |                     |                 |                                |                                |           |                   |
| 7                      | Jaroslav Navrátil   | cseh                | Hustopeče       | 1991. december 30. (33 éves)   | Kisvárda FC                    | 250 000   | 2026.06.30.       |
| 9                      | Beke Péter          | magyar              | Tapolca         | 2001. március 14. (24 éves)    | Paksi FC                       | 200 000   | 2026.06.30.       |
| 10                     | Myke                | BRA · magyar        | Curitiba        | 1992. október 30. (32 éves)    | MTK Budapest FC                | 175 000   | 2026.06.30.       |
| 14                     | Nagy Dominik        | magyar              | Pécs            | 1995. május 8. (30 éves)       | Mezőkövesd Zsóry FC            | 250 000   | Nem publikus      |
| 18                     | Oláh Benjámin       | magyar              | Nyíregyháza     | 2005. december 5. (19 éves)    | FC Tiszaújváros                | 25 000    | 2025.06.30.       |
| 20                     | Cseh Norbert        | magyar              | Nyíregyháza     | 2005. április 24. (20 éves)    | Utánpótlásból került fel       | 10 000    | 2026.06.30.       |
| 23                     | Kovácsréti Márk     | magyar              | Budapest        | 2000. szeptember 1. (24 éves)  | MTK Budapest FC                | 175 000   | 2027.06.39        |
| 27                     | Eppel Marton        | magyar              | Budapest        | 1991. október 26. (33 éves)    | Warta Poznań SA                | 150 000   | 2026.06.30.       |
| 45                     | Slobodan Babic      | szerb · montenegrói | Nikšić          | 2000. március 4. (25 éves)     | OFK Petrovac                   | 350 000   | 2026.06.30.       |
| 74                     | Pinte Patrik        | szlovák             | Dunaszerdahely  | 1997. január 6. (28 éves)      | Kazincbarcikai SC              | 150 000   | 2027.06.30.       |
| Kölcsönadott játékosok |                     |                     |                 |                                |                                |           |                   |
| Név                    | Poszt               | Nemzetiség          | Születési hely  | Születési idő (kor)            | Kölcsönben itt                 | Érték (€) | Kölcsön lejárta   |
| Horváth Kevin          | védő                | magyar              | Magyarország, ? | 2000. januar 10. (25 éves)     | Mezőkövesd Zsóry FC            | 75 000    | 2025.06.30.       |
| Németh Barnabás        | támadó              | magyar              | Pécs            | 2002. március 4. (23 éves)     | Vasas SC                       | 50 000    | 2025.06.30.       |

## NB I-es rekorderek
| Mérkőzések | Mérkőzések      | Mérkőzések |
| Helyezés   | Játékos         | Mérkőzés   |
| ---------- | --------------- | ---------- |
| 1          | Moldván Miklós  | 122        |
| 2          | Szűcs István    | 119        |
| 3          | Szikszai Mihály | 118        |

| Gól      | Gól             | Gól   |
| Helyezés | Játékos         | Gólok |
| -------- | --------------- | ----- |
| 1        | Kiss Miklós     | 19    |
| 2        | Czeczeli Károly | 17    |
| 3        | Moldván Miklós  | 12    |

## Vezetőedzők
- Gerliczki János (1977–1978)
- Aranyi László (1978)
- Temesvári Miklós (1978–1981)
- Papp László (1981–1982)
- Ubrankovics Mihály (1982) megbízott edző
- dr. Magyar György (1982–1983)
- Eszenyi Dénes (1983) megbízott edző
- Kovács Imre (1983–1984)
- Dalnoki Jenő (1984–1985)
- Ubrankovics Mihály (1985–1986)
- Tóth János (1986–1988)
- Buús György (1988–1989)[6]
- Sándor István (1989–1992)

Kovács János (1992)
- Burcsa Győző (1993)
- Buús György (1994)
- Tóth János (1995–1996)
- Kovács János (1996)
- Kiss Miklós (1996–1997)
- Bozai Gyula (1997)
- Őze Tibor (1997–2000)
- Garamvölgyi Lajos (2000–2001)
- Sándor István (2001)
- Buús György (2001) megbízott edző
- Kis Károly (2001–2003)
- Buús György (2003)
- Herédi Attila (2003–2004)
- Détári Lajos (2004–2005)
- Madalina György (2005–2006)
- Gálhidi György (2006–2007)
- Révész Attila (2007–2009)
- Szabó András (2009)
- Tajti József (2009)
- Szentes Lázár (2009–2010)
- Brekk János (2010–2011)
- Kovács János (2011)
- Gálhidi György (2011)
- Brekk János (2012–2013)
- Lucsánszky Tamás (2013–2014)
- Csábi József (2014)
- Mátyus János (2014–2016)
- Véber György (2016–2017)
- Dajka László (2017)
- Lucsánszky Tamás (2017–2018)
- Bozsik József (2018)
- Lengyel Roland mb. (2018)
- Zoran Spišljak (2018–2019)
- Lengyel Roland (2019–2020)
- Gálhidi György (2020–2021)[7]
- Huszák Géza (2021)
- Szergej Pacaj (2021)[8]
- Feczkó Tamás (2021–2022)[9]
- Huszák Géza (2022)
- Lengyel Roland mb. (2022)
- Visinka Ede (2022–2023)[10]
- Fekete Tivadar (2023)
- Tímár Krisztián (2023–2025)
- Szabó István (2025–)

## Híres játékosok
* a félkövérrel írt játékosok rendelkeznek felnőtt válogatottsággal.
| - Fuád Bugerra - Volodimir Volodimirovics Ovszijenko - Mihail Marhel - Princeton Owusu-Ansah - Davit Imedasvili - Honma Kazuo - Igor Bogdanović - Makadji Boukar - Szergej Pacaj - Deniss Ivanovs - Aco Sztojkov - Dančo Celeski - Valeriu Căpățână - Lucian Burchel - Alfi Conteh-Lacalle - Juraj Halenár - Igor Žofčák | - Harsányi Zoltán - Bajzát Péter - Balogh János - Baranyi Miklós - Bárányos Zsolt - Bodnár László - Böőr Zoltán - Buús György - Bücs Zsolt - Czeczeli Károly - Cséke György - Csehi Tibor - Farkas Balázs - Halász István - Ivanics László - Kiss Miklós - Korolovszky Gábor | - Kovács Béla - Kovacsics Gyula - Madar Csaba - Majoros Árpád - Moldván Miklós - Nagy Norbert - Pilcsuk József - Predrag Bošnjak - Preisinger Sándor - Szatke Zoltán - Szendrei József - Tímár Krisztián - Hermány Bence - Rudolf Gergely - Pölöskei Péter - Dragóner Filip - Tisza Tibor - 'Kovácsréti Márk ' |

## Stadion
A Nyíregyháza Spartacus FC stadionja a Nyíregyháza Városi Stadion.

## Szezonok
- A Nyíregyháza Spartacus FC 2023–2024-es szezonja
- A Nyíregyháza Spartacus FC 2009–2010-es szezonja
- A Nyíregyháza Spartacus FC 2008–2009-es szezonja
- A Nyíregyháza Spartacus FC 2007–2008-as szezonja
- A Nyíregyháza Spartacus FC 2004–2005-ös szezonja

## Szurkolók
A Nyíregyháza Spartacusnak eddig 3 szurkolói csoportja volt. Ebből a háromból jelenleg mindegyik működik.
A csoportok
- Mastiffs (1995–)[11]
- Keleti Front (1992–)
- Elit (2007–)